# Incident du Mayaguez
Guerre du Viêt Nam
Batailles
L'incident du Mayaguez se déroule du 12 au 15 mai 1975, dans l'île de Koh Tang, au large des côtes cambodgiennes. L'arraisonnement illégal du porte-conteneurs civil américain SS Mayaguez par les forces Khmers rouges entraîne l'intervention militaire des États-Unis pour reprendre le navire et libérer son équipage. Les combats intenses qui ont alors lieu sont généralement considérés comme la dernière bataille de la guerre du Viêt Nam.

## La capture duMayaguezpar les Khmers rouges
La crise commença lorsque le 12 mai 1975 vers 14 h 30 (heure locale) des vedettes de patrouille khmères d'origine américaine capturèrent le porte-conteneurs SS Mayaguez du type C2 lancé en 1944 et son équipage de 39 hommes dans des eaux internationales revendiquées comme eaux territoriales par le Cambodge. Peu avant sa capture, le radio avait pu envoyer un message de détresse, et le navire fut repéré au large des îles Poulo Wai par un Lockheed P-3 Orion dans la matinée du 13 mai et suivi au long de son remorquage jusqu'à l'île de Koh Tang, une île située à 43 km de la ville de Kompong Som sur la côte cambodgienne.

## Les préparatifs d'une opération de sauvetage
Le président américain Gerald Ford, averti de l'affaire environ deux heures après la capture du Mayaguez, était déterminé à agir par crainte qu'une inaction de la part des États-Unis n'encourage d'autres actes semblables.
Les États-Unis n'ayant pas de relations diplomatiques avec les Khmers rouges nouvellement au pouvoir au Cambodge, ils ne purent mener de négociations. Dénonçant la capture du Mayaguez comme un acte de piraterie, le président Ford ordonna une réponse militaire pour libérer l'équipage et récupérer le navire.
Le retrait de leurs forces américaines de Thaïlande[pourquoi ?], stationné à l'aérodrome U-Tapao de la marine royale thaïlandaise (en) et entamé deux mois plus tôt, n'était guère avancé. Le porte-avions USS Coral Sea (CV-43) et le CVW-15 (Carrier air wing) qu'il transportait fut déployé dans le golfe de Thaïlande, accompagné de trois escorteurs. Le 13 mai 1975, avant que les Marines ne soient mis en alerte, l'USAF envoya 125 hommes de sa police de sécurité de Nakhon Phanom à la base de U Tapao en Thaïlande. Un des huit CH-53C du 21st Special Operations Squadron (en) utilisés s'écrasa pendant le transport de policiers militaires, tuant 18 passagers et 5 membres d'équipage.
Entre-temps, la Seventh Air Force avait été chargée de surveiller le Mayaguez et d'empêcher son remorquage en direction de la côte cambodgienne. Le navire fut repéré par des F-111A Aardvark du 347th TFW (Tactical Fighter Wing) vers midi le 13 mai. Dans la nuit du 13 au 14 mai, un AC-130E Spectre du 16th SOS (Special Operations Squadron) surveillant la zone essuya des tirs venant des bateaux et de positions khmères dans l'île. Tôt le 14 mai 1975, l'AC-130E tira des salves d'avertissement pour empêcher le remorquage du Mayaguez en direction du continent. Toujours dans la matinée du 14 mai 1975, des F-111A et des A-7D Corsair II escortés par des F-4D Phantom II attaquèrent des vedettes cambodgiennes parties de Koh Tang pour le littoral cambodgien et en coulèrent cinq. Les recherches effectuées par deux HH-53 dans les heures suivantes ne permirent pas de trouver de survivants.
Vers 7 h 15, un bateau de pêche thaïlandais quitta l'île. Craignant que l'équipage du Mayaguez ne se trouve à bord (ce qui était effectivement le cas), les appareils américains n'ouvrirent pas le feu sur le navire. Pendant les heures suivantes, des A-7D et F-4D tirèrent aux canons et à la roquettes devant le navire et utilisèrent du gaz lacrymogène pour l'empêcher d'atteindre la côte. Les planificateurs militaires, ignorant le sort de l'équipage, continuèrent à préparer une attaque sur Koh Tang.

## Le déploiement des forces

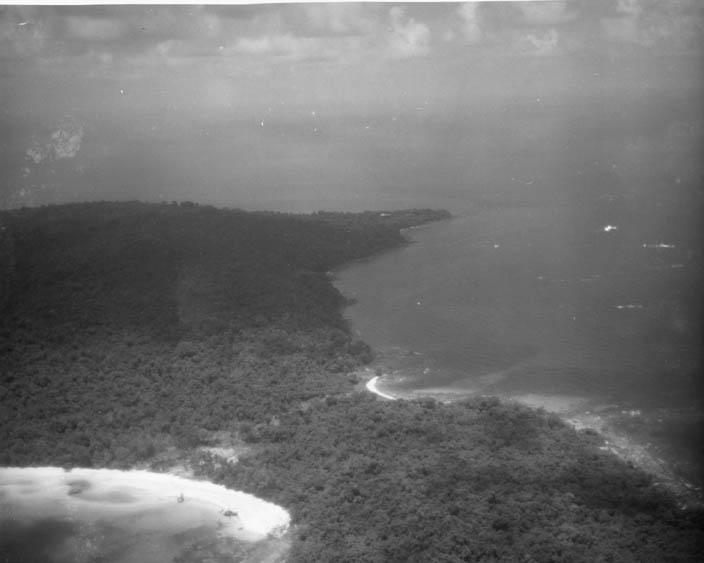
L'île de Koh Tang vue du nord. À gauche et à droite de la pointe nord de l'île, les plages est et ouest où les marines débarquèrent.

Le 14 mai, 230 hommes de la 3rd Marine Division furent transportés par C-141 Starlifter d'Okinawa à U Tapao, renforcés par d'autres venant de la base philippine de Subic Bay. L'essentiel des marines appartenait au BLT 2/9 (2nd Battalion du 9th Marine Regiment) commandé par le lieutenant-colonel Randall W. Austin et qui venait de participer à l'évacuation de Saïgon le mois précédent. Après son arrivée à U Tapao, le colonel Austin et son état-major commencèrent dans la soirée un repérage de Koh Tang par hélicoptère, à une certaine distance de l'île pour ne pas alerter les Khmers des intentions des Américains. Ils déterminèrent que Koh Tang était recouverte de jungle et que les deux seules zones d'atterrissage utilisables étaient les plages sur les côtes ouest et est de la partie septentrionale de l'île.
La mission de sauvetage fut organisée en plusieurs groupes. 57 marines de la compagnie Delta du BLT 1/4 furent transférés sur la frégate de classe Knox USS Harold E. Holt (FF-1074) et chargés de prendre d'assaut le Mayaguez. 600 marines des compagnies Echo et Golf du BLT 2/9 étaient chargés de prendre d'assaut Koh Tang par un assaut héliporté assuré par l'United States Air Force.
Le destroyer lance-missiles USS Henry B. Wilson (DDG-7) de la classe Charles F. Adams fut assigné au soutien de l'opération, et la frégate USS Schofield (FFG-3) de la classe Brooke devait bloquer toute force khmère venant du continent (bien qu'il y eut de nombreux contacts radars et de communications interceptées, le Schofield n'eut pas à engager de combats pendant les combats de Koh Tang).
Les unités déployées pour l'opération comprenaient :
- des éléments des BLT 1/4, BLT 2/4 et BLT 2/9
- le 388th TFW (A-7D Corsair II)
- le 432nd TFW (F-4E Phantom II)
- le 347th TFW (F-111A Aardvark)
- le 374th TAW (Tactical Airlift Wing) (C-130E Hercules)
- le 16th SOS (AC-130E Spectre)
- le 56th ARRS (Aerospace Rescue and Recovery Squadron) (HC-130P Combat Shadow)
- le 40th ARRS (HH-53C Super Jolly Green Giant)
- le 21st SOS (CH-53C Super Stallion)
- le 23rd TASS (Tactical Air Support Squadron) (OV-10A Bronco), appelé en renfort dans l'après-midi du 15 mai.

Les appareils de l'US Navy basés sur le Coral Sea ne participèrent pas aux combats de Koh Tang mais intervinrent sur le territoire continental cambodgien pendant les combats. Les seize CH-53 et HH-53 des 40th ARRS et 21st SOS étaient déjà présents en Thaïlande avant la capture du Mayaguez. Le vol des hélicoptères d'assaut de U Tapao à Koh Tang durait quatre heures.

## L'opération de sauvetage
Tôt le 15 mai, six HH-53 (un septième, indisponible, interviendrait plus tard dans la journée) et sept CH-53 décollèrent d'U Tapao. Les HH-53 avaient reçu les indicatifs radio Jolly 11, 12, 41, 42, 43 et 44 et les CH-53 étaient appelés Knife 21, 22, 23, 31, 32, 51, et 52). Knife 51 et 52 étaient assignés aux opérations SAR (recherche et sauvetage) au lieu des habituels HH-53 car ces derniers, ayant une puissance de feu supérieure, étaient utilisés pour l'assaut de l'île. La première phase de l'opération consista à faire déposer la compagnie D du BLT 1/4 sur le Holt par les Jolly 11, 12 et 13 vers 6 heures.

### L'émission radio cambodgienne
À 6 h 7 heure du Cambdoge, une émission radiophonique cambodgienne annonça que le gouvernement khmer était prêt à restituer le Mayaguez mais ne fit aucune mention de l'équipage. Cela conduisit par la suite à une controverse sur le bien-fondé de l'opération américaine car les débarquements sur Koh Tang n'eurent lieu qu'ensuite et auraient pu être différés ou annulés pour laisser le gouvernement américain tenter des négociations. Toutefois, le contenu de l'émission radio ne parvint à Washington que plus d'une heure plus tard, le 15 mai à 7 h 16 au Cambodge, alors que l'assaut était déjà commencé. Le fait que cette heure équivaille à 20 h 16 heure de Washington le 14 mai a sans doute été la raison de la controverse.

### Les premiers débarquements

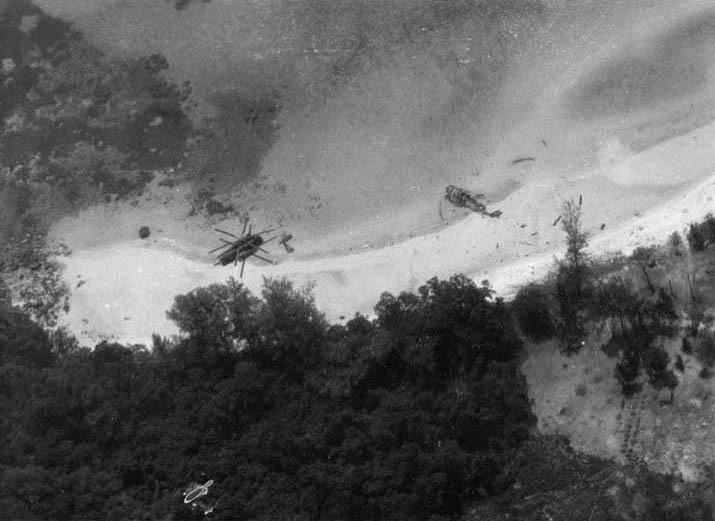
Vue aérienne de la plage orientale de Koh Tang, où se trouvent les carcasses de deux CH-53.

Les cinq CH-53 et trois HH-53 restants étaient chargés de l'assaut sur Koh Tang. Les marines disposaient d'une supériorité numérique de deux contre un et d'un important appui aérien. Les premiers appareils arrivèrent sur la plage orientale de Koh Tang vers 6 h 15 et furent immédiatement pris à partie par les khmers rouges utilisant armes légères, lance-roquettes et même des mortiers. Deux des appareils furent immédiatement abattus. Knife 23 s'écrasa sur la plage sans dommage ni pour ses 20 marines ni pour ses 5 membres d'équipage, mais ceux-ci restèrent isolés des autres groupes pendant les douze heures suivantes. Le second, Knife 31, fut atteint par deux roquettes et s'écrasa à 50 mètres au large, tuant un copilote de l'USAF, deux hommes de l'US Navy et cinq marines. Un marine ayant survécu au crash se noya, trois autres furent tués par les khmers en tentant d'atteindre la plage et un dixième devait ensuite décéder des suites des blessures causées par le crash. Les dix marines et les trois hommes de l'USAF survivants nagèrent pendant quatre heures avant d'être secourus par un hélicoptère du Wilson.
Sur la plage occidentale, les deux premiers CH-53 arrivèrent à 6 h 30. Le premier, Knife 21, put se poser mais un de ses moteurs fut détruit pendant qu'il déchargeait ses marines. Il parvint à reprendre l'air mais fit un amerrissage forcé un mile au large, au cours duquel le mécanicien, le sergent Elwood E. Rumbaugh, fut tué après avoir lui-même sorti le pilote, le Lieutenant-Colonel John H. Denham, de l'appareil en train de couler. Le second Sea Stallion, Knife 22, ne put déposer ses hommes sur l'île et, gravement endommagé, fit demi-tour et parvint à faire un crash contrôlé sur la côte thaïlandaise, où ses passagers (dont le commandant de la compagnie Golf) furent récupérés et ramenés à U Tapao. Knife 32 parvint à débarquer ses marines mais fut touché à plusieurs reprises et un de ses membres d'équipage fut gravement blessé. 
En quelques minutes les cinq CH-53 engagés dans l'assaut avaient été abattus ou mis hors de combat. Seuls cinquante-quatre hommes, séparés en deux groupes, avaient pris pied sur l'île. Les avions d'appui-feu n'avaient pu initialement assurer leur mission mais le contrôleur aérien avancé du bataillon, ayant survécu au crash de Knife 31, parvint par la suite à guider les attaques aériennes en utilisant une radio de survie de l'USAF tout en nageant au large de Koh Tang. Les trois HH-53 restants tentèrent de débarquer leurs marines sur la plage ouest où la concentration de tirs était moins dense. Jolly 41 ne parvint pas à s'en approcher suffisamment mais Jolly 42 et 43 parvinrent à débarquer les marines qu'ils transportaient (le Lt.Col Austin, son groupe de commandement et le peloton de mortier du bataillon) sur la plage à environ un kilomètre au sud du groupe précédent, Jolly 42 étant ensuite mis hors de combat. Une première tentative de récupérer le groupe isolé sur la plage orientale échoua, Jolly 13 étant à son tour gravement endommagé à cette occasion.
Établissant un réseau de communications efficace, le groupe de commandement put coordonner les appuis aériens et d'artillerie pour les différents groupes séparés. Les avions furent dirigés par un A-7D utilisé comme contrôleur aérien avancé, et le mortier de 81 mm déposé avec le groupe de commandement put également être utilisé avec efficacité. Profitant de cette diversion, Jolly 41 parvint à déposer ses marines mais il fut cependant sérieusement endommagé au cours de l'action.

### Attaques américaines sur le continent
Pendant ce temps-là, des appareils du CVW-15 attaquèrent des objectifs sur le continent. Un bombardement de l'aéroport de Ream eut lieu vers 7 h 45, détruisant les appareils qui s'y trouvaient, la plupart étant des T-28 Trojan d'origine américaine livrés avant la victoire des khmers rouges. Environ une heure plus tard, une autre vague d'appareils du Coral Sea composée de A-7E Corsair II, de A-6A Intruder et de F-4N Phantom II détruisit un dépôt de carburant de la raffinerie de Sihanoukville.
Quinze B-52D Stratofortress du 43rd BW (Bombardement Wing) basés à Guam furent mis en alerte pour un raid sur le Cambodge mais celui-ci ne fut jamais déclenché, l'équipage du Mayaguez ayant été récupéré entre-temps.

### La reprise duMayaguez

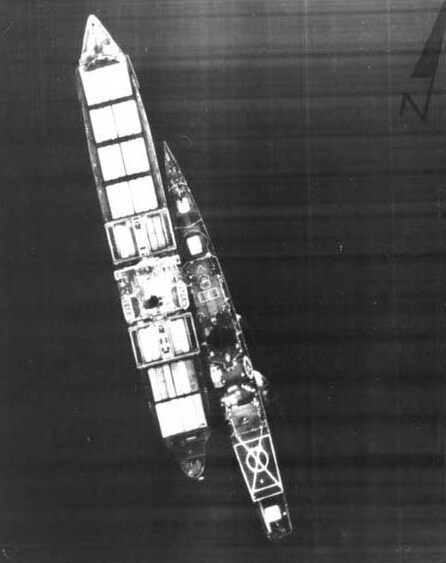
Le USS Holt abordant le SS Mayaguez.

Par contraste avec la situation sur Koh Tang, la capture du Mayaguez fut des plus faciles. Le Holt se rangea le long du Mayaguez vers 8 h 30, pendant que des A-7D de l'USAF arrosaient le porte-conteneurs de gaz lacrymogène.
La compagnie B du 1/4th Marines, équipée de masques à gaz, réalisa le premier abordage hostile d'un bateau par un navire de l'US Navy depuis 1826. Après une heure de fouille au cours de laquelle il s'avéra que le bateau était vide, les marines hissèrent le drapeau des États-Unis sur le Mayaguez qui fut pris en remorque par le Holt.

### La libération de l'équipage
Vers 9 h 45, le navire de pêche thaïlandais auquel les khmers rouges avaient remis l'équipage du Mayaguez pour sa libération fut repéré par l'USS Wilson qui le recueillit sans incident environ un quart d'heure plus tard.

### Extraction des éléments débarqués
Sur les huit hélicoptères utilisés pour l'assaut de Koh Tang, trois avaient été abattus et quatre mis hors de combat, plus un des trois appareils (Jolly 13) initialement utilisés pour le transfert des unités sur le Holt. N'ayant plus que trois hélicoptères de disponibles, le commandement réassigna les deux CH-53 chargés des missions SAR au transport des troupes. Les cinq appareils embarquèrent 127 marines d'une seconde vague à U Tapao vers 9 h 0.
Quand le commandement fut informé que l'équipage avait été récupéré, il décida de rappeler cette deuxième vague, n'ayant plus pour but que d'évacuer les troupes débarquées sur Koh Tang. Le Lt.Col Austin parvint à convaincre que des renforts étaient nécessaires pour éviter que les unités déjà débarquées ne soient anéanties.
Vers 12 h 15, la seconde vague déposa 108 combattants sur la plage ouest, doublant ainsi les effectifs des forces américaines débarquées, et rembarqua 9 blessés. Une tentative de Knife 52 de rembarquer les hommes isolés sur la plage Est échoua, l'appareil étant mis hors de combat à cette occasion. Environ une demi-heure plus tard, le Lt. Col Austin et son groupe isolé plus au sud parvint à rejoindre les forces débarquées.
Ce groupe ne pouvant cependant rejoindre la plage orientale à travers la jungle, il fut décidé d'extraire le groupe de marines de la plage orientale par air. Une première tentative effectuée par Jolly 11 et 43 vers 14 h 15 échoua malgré le largage de gaz lacrymogène sur les positions khmères par des A-7D. Ayant subi des dommages sur une conduite d'alimentation en carburant d'un moteur, Jolly 43 dut se poser d'urgence sur le Coral Sea qui se trouvait à 110 km de l'île. 
À partir de 16 heures, deux OV-10A Bronco du 23rd TASS prirent en charge le contrôle de l'appui aérien pour les A-7D, F-4E et AC-130E. Une troisième tentative de secourir la force de la plage orientale commença à 17 h 30, soutenue par un important appui aérien et d'artillerie délivré par les avions tactiques, par un AC-130E qui tira à moins de 50 m des positions amies, par un C-130E qui largua une bombe BLU-82 « Daisy Cutter » de près de sept tonnes sur les positions des khmères (c'était à l'époque la plus grosse bombe non-nucléaire de l'arsenal US) et par des tirs d'artillerie du Wilson. Jolly 11, Jolly 12 et Knife 51 parvinrent à rembarquer les 25 hommes isolés sur la plage est, mais les deux Super Jolly Green Giant furent sérieusement endommagés dans l'opération.
Pour l'extraction des forces de la plage ouest, Knife 51 fut rejoint par Jolly 43 qui avait été réparé sur le Coral Sea vers 17 h 0 et par Jolly 44, l'appareil qui était indisponible dans la matinée mais qui avait été réparé dans la journée à Nakhon Phanom. Bénéficiant là encore d'un important appui-feu, Knife 51 et Jolly 43 embarquèrent respectivement 41 et 53 hommes vers 18 h 30 et les déposèrent sur le Coral Sea, tandis que Jolly 44, qui ne pouvait voler à pleine charge, déposa ses 34 hommes sur la petite plate-forme du Wilson, de nuit, n'ayant que ses roues avant posées. Il retourna rapidement à Koh Tang d'où il évacua 40 autres personnes.
À chaque retrait de troupes, les marines resserraient leur périmètre défensif sur la plage. Lorsque Knife 51 rembarqua 29 hommes à 20 h 10 lors de la dernière extraction, dans le noir et sous un intense pilonnage de mortiers, trois marines servant une mitrailleuse M60 furent malencontreusement oubliés sur la plage.

## Bilan

### Les pertes
Les pertes américaines des combats de Koh Tang se chiffrent à 11 marines, deux membres de l'US Navy et deux aviateurs de l'USAF tués (ou disparus dans le crash de Knife 31 et considérés comme tués), trois marines disparus, trente-cinq marines et six aviateurs blessés. En ajoutant les 23 morts de l'USAF tués dans l'accident du 13 mai, les pertes US se montent à un total de 38 tués et 41 blessés.
En raison des tirs intenses des khmers, le corps du Lance Corporal Ashton Loney, tué sur la plage ouest (le seul tué pendant les combats en dehors du crash de Knife 31), n'a pas pu être récupéré.
Les Américains estiment que les pertes des khmers rouges se montent à 60 tués sur environ 300 hommes présents dans l'ile.

#### La controverse autour des disparus
Il fut découvert, mais trop tard, que trois marines, le PFC Gary L. Hall, le LCPL Joseph N. Hargrove et le PVT Danny G. Marshall, avaient été oubliés sur la plage ouest. Le contact radio avec eux fut perdu après que l'ordre d'évacuer la plage fut donné. Les majors McNemar et James H. Davis firent une rapide vérification de la plage avant d'évacuer dans le dernier hélicoptère mais ne les repérèrent pas.
Hall, Hargrove et Marshall ont reçu le Purple Heart. La famille de Hargrove n'a reçu la médaille qu'en 1999, après que le journaliste d'investigation Ralph Wetterhahn eut publié plusieurs articles dans des magazines. Les trois hommes n'ont pas reçu d'autre médaille que le Purple Heart, qui est automatiquement attribué aux tués, blessés et prisonniers.
Ils furent considérés comme disparus, puis, à la suite d'une enquête sur l'incident, le 21 juillet 1976, leurs cas furent reclassés comme « tués au combat (corps non récupéré) ». L'enquête n'avait pas apporté d'élément nouveau et cette reclassification fut faite sur la base de l'absence d'information en faveur de leur éventuelle survie. Le détail de l'enquête ne fut pas communiqué à leurs familles.
Il a parfois été affirmé que les trois marines survécurent à la bataille et furent capturés puis sommairement exécutés par les khmers rouges, mais il n'existe aucun élément concret à propos du sort de ces hommes.
Des enquêtes de la Joint Task Force-Full Accounting entre 1995 et 2001 ont mis au jour des fragments d'os qui pourraient être ceux des disparus, mais les tests ADN n'ont pu donner de résultats en raison de la trop faible taille des échantillons.

### Conséquences en Thaïlande
L'incident du Mayaguez a beaucoup affecté la situation en Thaïlande car la base d'U Tapao fut utilisée pour l'opération malgré le refus explicite du gouvernement thaïlandais. Celui-ci a dénoncé une violation de la souveraineté de la Thaïlande ; dès leur retour, les marines furent transportés aux Philippines. À la suite de cet incident, plusieurs partis thaïlandais ont appelé au retrait de toutes les forces US stationnées dans leur pays.

### Conséquences pour les forces armées américaines
Les combats de Koh Tang sont officiellement considérés comme la dernière bataille de la guerre du Viêt Nam. Les noms des Américains tués et disparus sont les derniers présents sur le Vietnam Veterans Memorial.
Les militaires américains ont été beaucoup critiqués pour les échecs de leurs services de renseignement à déterminer le sort de l'équipage du Mayaguez ainsi que la présence d'importantes forces khmères dans l'île de Koh Tang. Le moment de l'opération a fait l'objet de controverses jusqu'à ce qu'il soit clairement établi que l'assaut avait bel et bien commencé avant que les autorités américaines aient pris connaissance de l'émission radio khmère, et également avant que l'équipage ne soit récupéré par le Wilson.
L'United States Marine Corps a été particulièrement critique sur la nature « ad hoc » de l'opération interarmes et envers la pression de l'administration Ford pour qu'une opération soit menée rapidement, bien que l'opération d'évacuation des troupes du Viêt Nam ait été à l'origine de bon nombre de décisions prises pendant la crise. Des problèmes de coopération entre les différentes forces armées américaines se reproduiront pendant l'opération Eagle Claw, ce qui entraînera d'importants changements dans les opérations spéciales et interarmes.